# Mimus
Mimus é um género de aves da família Mimidae.

## Espécies
Este género contém as seguintes espécies:
- Mimus dorsalis
- Mimus gundlachii
- Mimus longicaudatus
- Mimus patagonicus
- Mimus thenca
- Mimus triurus
- Mimus polyglottos
- Mimus graysoni
- Mimus gilvus
- Mimus saturninus

O grupo Nesomimus inclui as seguintes espécies endêmicas das Ilhas Galápagos:
- Mimus macdonaldi
- Mimus parvulus
- Mimus trifasciatus
- Mimus melanotis